# Dagana (Département)

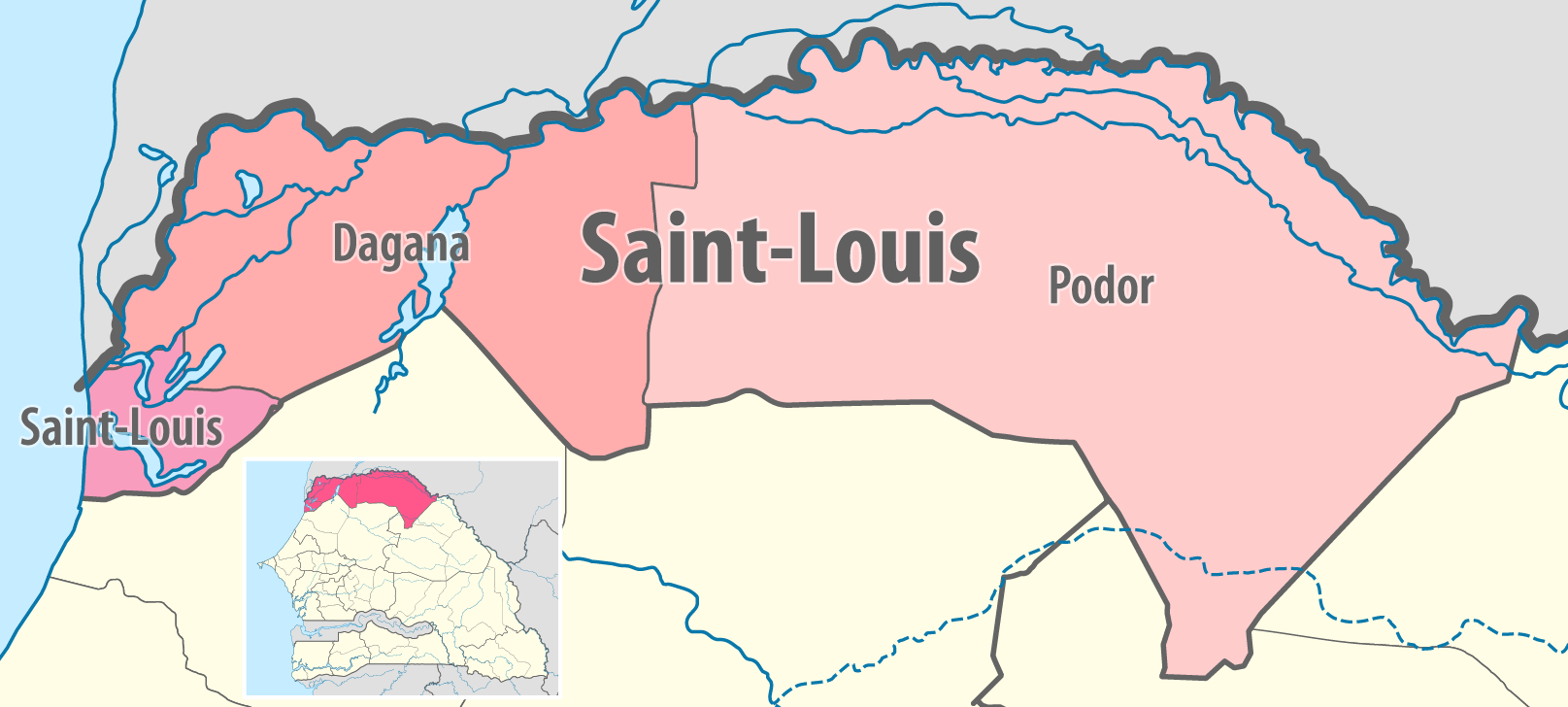
Département Dagana in der Region Saint-Louis

Das Département Dagana ist eines von 45 Départements, in die der Senegal, und eines von drei Départements, in die die Region Saint-Louis gegliedert ist. Es liegt im Norden des Senegal mit der Hauptstadt Dagana, begrenzt im Norden vom Nachbarland Mauretanien und dem Grenzfluss Senegal.
Das Département hat eine Fläche von 5208 km² und gliedert sich wie folgt in Arrondissements, Kommunen (Communes) und Landgemeinden (Communautés rurales):
| Commune / Arrondissement | Communauté rurale | Einwohner 2013 |
| Dagana                   | —                 | 21.750         |
| Richard Toll             | —                 | 57.878         |
| Rosso (Senegal)          | —                 | 15.870         |
| Ross Béthio              | —                 | 11.588         |
| Gaé                      | —                 | 7.148          |
| Ndombo Sandjiry          | —                 | 4.559          |
| Mbane                    | Mbane             | 28.640         |
| Mbane                    | Bokhol            | 16.806         |
| Ndiaye                   | Diama             | 34.828         |
| Ndiaye                   | Ngnith            | 21.035         |
| Ndiaye                   | Ronkh             | 21.593         |
| Département              | —                 | 241.695        |